# بيتر فولجير
بيتر فولجير (بالإنجليزية: Peter Folger)‏ هو نجم اجتماعي أمريكي، ولد في 26 ديسمبر 1905، وتوفي في 27 أغسطس 1980 بسبب سرطان البروستاتا.